# Auf Wiedersehn, Franziska
Auf Wiedersehn, Franziska ist ein deutscher Spielfilm von Helmut Käutner aus dem Jahr 1941. Als Propagandafilm nach 1945 zunächst verboten, darf er seit den 1980er-Jahren wieder nahezu vollständig gezeigt werden. Wolfgang Liebeneiner drehte 1957 mit Auf Wiedersehen, Franziska! eine Neuverfilmung.

## Handlung
Eine Kleinstadt im Spätherbst 1932: Die junge Franziska lernt den Bildreporter und Wochenschaumann Michael kennen und lieben. Nach einer ersten gemeinsamen Nacht muss er bereits der Arbeit für eine New Yorker Agentur wegen verreisen und Franziska bleibt allein zurück. Über Michael gerät sie mit ihrem Vater in Streit, da sie nun auf eigenen Beinen stehen will und seine Fürsorge zurückweist. Sie zieht nach Berlin, wo sie ein eigenes kleines Atelier für Miniaturspielzeug eröffnet und mehr schlecht als recht über die Runden kommt. Nach einem Jahr kündigt sich Michael bei ihr an. Sie gibt vor, ihn nicht zu lieben und frei und unabhängig zu sein, gesteht ihm am Ende aber doch ihre Liebe. Er macht ihr einen Heiratsantrag und sie willigt trotz Bedenken ein. Da er bereits am nächsten Tag wieder für einen Job das Land verlassen muss, zieht sie in ihr Heimatdorf zurück – in Michaels Villa, die sie gemeinsam mit der Haushälterin renoviert und wohnlich einrichtet. Sie ist von Michael schwanger, verschweigt dies jedoch ihrem Vater.
Michael versucht, aufgrund der bevorstehenden Hochzeit mit Franziska von seinem New Yorker Chef frei zu bekommen. Als dies nicht möglich ist, will er kündigen, doch besteht sein Chef auf einer Vertragserfüllung bis Sommer 1939. Als Michael Franziska schriftlich ankündigt, dass er erst im Frühjahr oder Sommer zurück sein werde, ist sie enttäuscht. Michael erfährt weit von zu Hause, dass er Vater eines Sohnes geworden ist. Er löst seinen Vertrag und kehrt zu Franziska zurück. Nach seiner Rückkehr versöhnt sich Franziska mit ihrem Vater, der nun sein Enkelkind zum ersten Mal sieht.
Ein Jahr hält er es als Hausmann bei ihr aus, dann meldet er sich heimlich bei seiner New Yorker Agentur an und will wieder als internationaler Reporter tätig zu sein. Franziska ahnt, was er vorhat und lässt ihn gehen. Sie ist erneut von ihm schwanger, doch nach der Geburt der gemeinsamen Tochter wird sie depressiv. Auch die Ankündigung, dass Michael auf Besuch kommen wird, baut sie nicht auf, da sie weiß, dass er bald wieder gehen wird. Bei dem kurzen Besuch Michaels bricht ihre Verzweiflung aus ihr heraus und sie fleht ihn an, sie nicht schon wieder zu verlassen. Es kommt zum Streit.
Franziska entscheidet, sich von Michael scheiden zu lassen, da auch die Kinder unter der Abwesenheit des Vaters leiden. Sie hätten lieber Christoph Leitner zum Vater, den guten Freund Franziskas, der ihr in der Vergangenheit jedoch umsonst einen Heiratsantrag gemacht hatte. Ihm eröffnet Franziska zuerst, dass sie sich von Michael trennen will und beauftragt einen Scheidungsanwalt mit dem Aufsetzen der Papiere.
In China ist der Krieg ausgebrochen und Michael und sein guter Freund Buck sind als Kriegsreporter an vorderster Front dabei. Als Buck erschossen wird, besinnt sich Michael auf seine Familie und kehrt nach Hause zurück. Inzwischen hat der Zweite Weltkrieg begonnen. Christoph Leitner hat sich als Soldat gemeldet und zieht in den Krieg. Franziska verabschiedet ihn am Bahnhof, wie sie es sonst immer bei Michael getan hat. Der will nun zu Hause bleiben, obwohl Franziska ihn nun an der Front wissen will und er bereits einen Einberufungsbefehl zu einer Propagandakompanie erhalten hat. Auf seinen Einwand, er könne sie doch nicht schon wieder allein lassen, entgegnet Franziska: „Jetzt kannst du’s nicht, wo es zum ersten Mal einen Sinn hat?“ Fast überzeugt findet Michael die Scheidungspapiere bei ihr und denkt, dass sie ihn nur loswerden will, weil sie ihre Beziehung sowieso bereits aufgegeben hat. Die Papiere jedoch sind schon einige Monate alt. Erst der Gesang der beiden Kinder versöhnt Michael mit Franziska, die ihn nun zum Bahnhof bringt.

## Produktion
Auf Wiedersehn, Franziska entstand vom 30. Oktober 1940 bis Mitte Februar 1941. Die Innenaufnahmen wurden im Ufa-Atelier Berlin-Tempelhof gedreht, während die Außenaufnahmen in Burghausen an der Salzach entstanden. Die Uraufführung fand am 24. April 1941 im Atlantik-Palast in München statt, wobei der Film vom Publikum positiv aufgenommen wurde. Am 6. Mai 1941 wurde Auf Wiedersehn, Franziska erstmals im Capitol am Zoo in Berlin gezeigt. Der Film erhielt von der nationalsozialistischen Filmprüfstelle das Prädikat „Künstlerisch wertvoll“.
Bis Dezember 1941 spielte der Film 3.113.000 Reichsmark ein. Nach Ende des Zweiten Weltkriegs wurde der Film von den Alliierten verboten und durfte erst 1951 in einer um neun Minuten gekürzten Version gezeigt werden. Der Film, dem das Ende fehlte, war nun ab 16 Jahren zugelassen. Im Jahr 1983 erfolgte eine erneute Prüfung des Films, der seitdem in einer Länge von 97 Minuten gezeigt werden darf und von der FSK ab 6 Jahren freigegeben wurde.

## Zeitliche Einordnung und Kritik
Bereits am 1. September 1939 hatte Adolf Hitler angesichts des Kriegsbeginns gegen Polen in seiner Reichstagsrede gefordert, dass die Frau „sich in eiserner Disziplin vorbildlich in diese große Kampfgemeinschaft einfüg[en soll]“. Die letzte Sequenz des Filmes thematisiert diese Forderung:

„Der Film soll die zahllosen deutschen Frauen trösten, die der Krieg einsam gemacht hat. Wie Franziska, so sollen die Frauen ihre persönlichen Gefühle so lange zurückstellen, wie das Wohl der Nation auf dem Spiele steht.“

Auch die zeitgenössische Kritik hob den propagandistischen Inhalt des Films hervor, so hieß es, dass Marianne Hoppe „wunderbar eigenartig […] das Martyrium der tapfer wartenden Frau“ spiele und Hans Söhnker als Reporter „erst beim Ausbruch des Krieges als P.K.-Mann den Sinn seiner beruflichen Tätigkeit erfaßt“.
Die zeitgenössische Kritik lobte das Drehbuch als „gedanklich und in der Form mit ernstem Bemühen durchgestaltete[s] Manuskript“ und betonte Käutners „eigenwillige […] und hervorragende […] Regie“, die die psychologische Ebene betone:

„Es ist ein psychologischer Film, wenn man so sagen darf, ein Seelenspiel, ein Spiel der inneren Spannungen, in dem wenig davon zu finden ist, was man dramaturgisch sonst unter dem Begriff ‚Handlung‘ versteht. […] Käutner, Hoppe und Söhnker, diese drei Künstler bürgen uns dafür, daß hier nicht ein abwegig-‚interessantes‘ Experiment versucht wird, sondern daß hier ein Film entsteht, der seelisches wirklich gestaltet.“

Im Jahr 1954 konstatierte Georg Herzberg, dass vor allem die Liebesszenen im Film „dank der brillanten Dialoge, der wirkungssicheren Regie und der mitreißenden Darstellung den gleichen Zauber wie vor vierzehn Jahren [haben]“, und die Döring-Film warb zur Wiederaufführung des Films Anfang der 1950er-Jahre ausschließlich mit den Namen der bekannten Schauspieler, die für den Erfolg des Filmes bürgen würden. Die Neuverfilmung aus dem Jahr 1957 blendet den Zweiten Weltkrieg vollständig aus und inszeniert das Ende vollkommen anders.
Das Lexikon des internationalen Films bewertete Auf Wiedersehn, Franziska 1990 als „von Käutner mit Charme und Sensibilität inszeniert“, während der Filmdienst ihn als „konventionell, aber zügig inszeniert, mit deutlichem Spannungsabfall gegen Ende“ bezeichnet.